# Zygmunt Turkiewicz

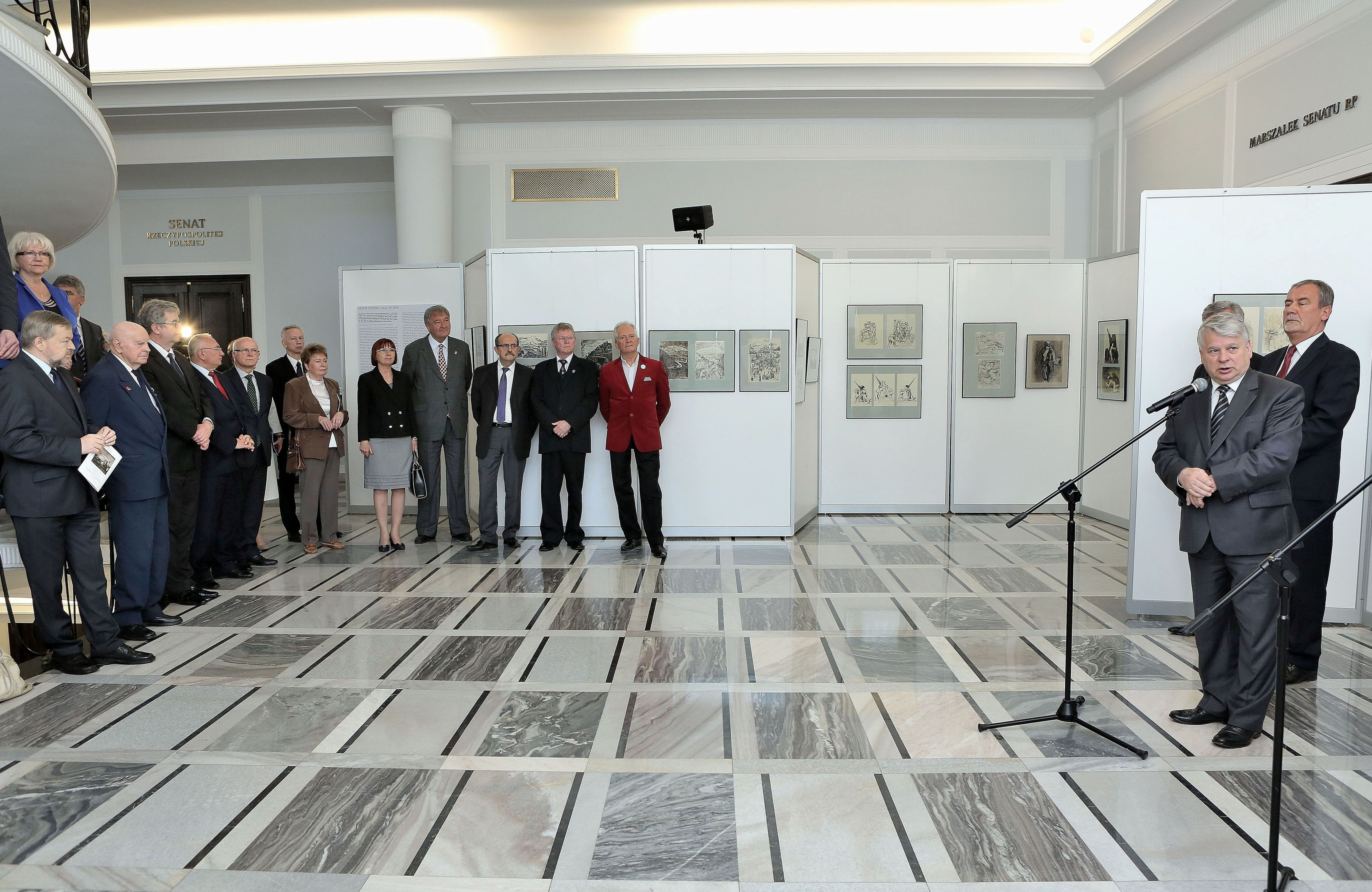
Otwarcie wystawy Monte Cassino w rysunkach Zygmunta Turkiewicza w Senacie (2014)

Zygmunt Turkiewicz (ur. 28 grudnia 1912 w Chełmie, zm. 26 stycznia 1973 w Londynie) – polski malarz, grafik i rysownik tworzący w Wielkiej Brytanii.

## Życiorys
W 1934 ukończył warszawską Akademię Sztuk Pięknych.
Podczas wojny obronnej dostał się niewoli radzieckiej, zwolniony w czasie amnestii wstąpił w szeregi Armii Andersa. W wojsku w wolnych chwilach tworzył i prowadził sekcję plastyczną, swoje obrazy wystawił w Bagdadzie (razem z Józefem Jaremą). Od 1943 służył w szeregach 2 Korpusu Polski (PSZ), z którym walczył pod Monte Cassino. Po zakończeniu walk pozostał we Włoszech.
W 1946 jego prace były częścią zorganizowanej w Rzymie wystawy prac dwunastu polskich malarzy, którzy tworzyli obrazy o tematyce związanej z walką o Monte Cassino. W 1947 zamieszkał w Londynie, gdzie szybko nawiązał kontakty ze środowiskiem polskich artystów plastyków i stał się jednym z jego członków. W 1961 w Galerii Grabowskiego miała miejsce wystawa prac polskich artystów pod wspólnym tytułem „Tension and Kontrast”, były na niej wystawiane również prace Zygmunta Turkiewicza. Dwa lata później Halima Nałęcz prowadząca w Londynie Drian Galleries zorganizowała dużą wystawę prac Turkiewicza, wystawiono pięćdziesiąt dziewięć obrazów, rysunków i gwaszy. Jesienią 1963 jego prace wystawiono na zorganizowanej w Stanach Zjednoczonych wystawie prac polskich grafików. Był stałym współpracownikiem paryskiej „Kultury” dla której pisał felietony dotyczące malarstwa.
Zginął tragicznie potrącony przez samochód w 1973 w Londynie.

## Twórczość
Tworzył graffiti, gwasze, freski i kolaże. Wiele jego dzieł posiada cechy płaskorzeźb, a inne są ornamentowanymi gwaszami. Zygmunt Turkiewicz stworzył na własne potrzeby oryginalną technikę malarską, która uczyniła z niego indywidualność wśród polskich twórców działających na emigracji.